# Amine Aksas
Mohamed Amine Aksas (Algiers, 5 maart 1983) is een Algerijns voetballer die medio 2011 uitkomt voor Al-Qadisya. Hij won met ES Sétif de landstitel in 2009.

## Clubs
- 2004–2007 :  OMR El Annasser
- 2007–2008 :  CR Belouizdad
- 2008–2010 :  ES Sétif
- 2010–2011 :  CR Belouizdad
- 2011-heden    :  Al-Qadisya